# Lomas de Santa Cruz
Lomas de Santa Cruz är en ort i Mexiko.   Den ligger i kommunen Tecamachalco och delstaten Puebla, i den sydöstra delen av landet, 160 km öster om huvudstaden Mexico City. Lomas de Santa Cruz ligger 2 099 meter över havet och antalet invånare är 1 190.
Terrängen runt Lomas de Santa Cruz är platt åt nordväst, men åt sydost är den kuperad. Runt Lomas de Santa Cruz är det tätbefolkat, med 383 invånare per kvadratkilometer. Närmaste större samhälle är San Mateo Tlaixpan, 1,6 km sydväst om Lomas de Santa Cruz. Trakten runt Lomas de Santa Cruz består till största delen av jordbruksmark.